# Acceptabelt dagligt intag
Acceptabelt dagligt intag, ADI är ett mått på hur mycket av olika tillsatsämnen i våra livsmedel som man kan äta per dag utan att det medför hälsorisker.
ADI för ett tillsatsämne är baserat på den maxdos av ämnet som försöksdjur (vanligen råttor) kan få i sig dagligen under hela sitt liv utan att skadliga effekter kan påvisas. Gränsvärdet för dagligt intag sätts sedan till en hundradel av detta värde för att lämna god marginal och ADI räknas om till mg/kg kroppsvikt. För vissa tillsatsämnen står det "ADI Not specified". Det betyder att tillsatsen inte anses ha några skadliga effekter i de doser som en människa rimligen kan få i sig under en dag.
Ett närbesläktat begrepp är rekommenderat dagligt intag (RDI), vilket beskriver olika livsmedels innehåll av vissa av de näringsämnen som vi alla behöver.
Medan ADI vanligen används som ämnen som avsiktligt finns i livsmedel, används begreppet tolerabelt dagligt intag (TDI) vanligen om ämnen som förekommer som oavsiktliga föroreningar.